# الکساندر شاپیرو
الکساندر شاپیرو (روسی: Александр Шапиро؛ زادهٔ ۱ ژانویهٔ ۱۹۶۹) کارگردان، نویسنده، ویراستاری اهل اوکراین است.